# NEVER END BEATNIK TOUR 08-09-THE ONE NIGHT STAND-Live at BUDOKAN
『NEVER END BEATNIK TOUR 08-09-THE ONE NIGHT STAND-Live at BUDOKAN』
（ネヴァー エンド ビートニック ツアー 08-09 ザ ワン ナイト スタンド ライブ アット ブドウカン）は、2009年4月29日に発売された甲斐バンドの映像作品。2枚組。

## 概要
2008年～2009年にかけて開催された大規模ツアー『BEATNIK TOUR 2008-09 THE ONE NIGHT STAND』から、ツアーファイナルの日本武道館（2009年2月7日）でのライヴの模様を収録。
甲斐バンドとしては1986年の解散ツアー以来の20公演を超える大規模ツアーであり、1996年の期間限定復活以来、約13年ぶりの武道館公演となった。

## 収録内容
Disc.1
1. きんぽうげ
2. 感触（タッチ）
3. らせん階段
4. ナイト・ウェイブ
5. シーズン
6. ビューティフル・エネルギー
7. カーテン
8. シネマ・クラブ
9. 裏切りの街角
10. 安奈
11. かりそめのスウィング
12. 嵐の季節
13. 地下室のメロディー
14. 氷のくちびる
15. ポップコーンをほおばって
16. 翼あるもの
17. 漂泊者（アウトロー）
18. LADY
19. HERO（ヒーローになる時、それは今）

Disc.2（アンコール）
1. 25時の追跡
2. 胸いっぱいの愛
3. テレフォン・ノイローゼ
4. 観覧車'82
5. 破れたハートを売り物に
6. ラヴ・マイナス・ゼロ
7. 100万$ナイト